# Исаченко, Валерий Григорьевич
Вале́рий Григо́рьевич Исаче́нко (род. 7 октября 1939) — художник, архитектор, историк искусства Санкт-Петербурга. Лауреат всесоюзных и городских выставок.
Брат географа Анатолия Григорьевича Исаченко.

## Биография
Родился 7 октября 1939 года. Окончил Архитектурный техникум и Институт живописи, скульптуры и архитектуры им. И. Е. Репина.
Автор многочисленных проектов и построек в городах страны (Ленинград, Ленинградская область, Архангельск, Вологда, Череповец, Ульяновск, Хабаровск, Котлас и др.)
С 1960 года участник выставок ленинградских-петербургских художников (более 20 персональных), автор живописных и графических работ (пейзажи, портреты и др.)
Главные темы научной деятельности: жизнь и творчество М. Е. Салтыкова-Щедрина, М. П. Мусоргского, В. В. Маяковского, а также русских и советских художников и архитекторов (книги, статьи, телевизионные фильмы, циклы радиопередач, доклады, лекции в различных учреждениях культуры, экскурсии).
Постоянный автор и корреспондент газеты «Трудовая Россия».
Автор около 40 книг и более 600 статей, среди которых трехтомники «Зодчие Санкт-Петербурга», «Архитектура и скульптура Санкт-Петербурга», «По малым рекам и каналам», «Особняк Суворина». Регулярно выступает в краеведческой программе «Городской наблюдатель» на «Радио России — Санкт-Петербург» с рассказами об известных и малоизвестных петербургских архитекторах и художниках, с основанными на архивных данных и личных наблюдениях гипотезами об атрибуции памятников зодчества своего родного города, о достоинствах творчества архитекторов и художников советского периода.

## Избранные публикации
- Исаченко В. Г. Архитектура Санкт-Петербурга: Справочник-путеводитель. СПб.: Паритет, 2008. — 416 с., ил. — ISBN 978-5-93437-125-9
- Исаченко В. Г. Архитектура петербургского модерна в русской литературе // 100 лет петербургскому модерну. Материалы научной конференции. — СПб: «Альт-Софт», «Белое и Черное», 2000. — С. 224—235.

## Интервью
- Валерий Исаченко: «Конфликт архитектуры и заказчика — самая больная проблема» // Карповка.нет. — 21 июня 2013.

## Публикации об авторе
- Рисую Ленинград // Адреса Петербурга, 2008, № 30/44, с. 16-19
- Когда деревья были большими, а дома разноцветными // Капитель, 2008, № 3, с. 142—153
- Басова Инна. Не только архитектор // Архитектура, реставрация, дизайн и строительство, 2005, № 4, с. 67
- Наконечный Сергей. Исаченко в музее Некрасова // Адреса Петербурга, 2005, № 21/33, с. 104
- Знаменитые люди Санкт-Петербурга. Биографический словарь. СПб, 2007, с. 158
- Невский архив. Историко-краеведческий сборник. Том VI, СПб, 2003, с. 618—638